# Budești (Călărași)
Budeşti (in romanì Budešti) è una città della Romania di 9 702 abitanti, ubicata del distretto di Călăraşi, nella regione storica della Muntenia.
Budeşti ha ottenuto lo status di città il 18 aprile 1989, ma la sua esistenza è già documentata dal 1526.
La località di Crivăț, già parte della città, è divenuta comune autonomo nel giugno 2006.
Budeşti è la città della Romania con la più alta percentuale di rom, superiore al 20%; per tale ragione, nel territorio cittadino la lingua romaní ha status ufficiale a fianco del rumeno. Il 99.59% della popolazione è di religione Cristiana Ortodossa.